# Ballengee (Virginia Occidental)
Ballengee es un área no incorporada ubicada dentro del Distrito Greenbrier River, una división civil menor del condado de Monroe (Virginia Occidental), Estados Unidos. Está catalogada como un asentamiento humano por la Junta de Nombres Geográficos de los Estados Unidos.
El número de identificación (ID) asignado por el Servicio Geológico de Estados Unidos es 1553791.

## Geografía
Se encuentra a una altitud de 578 m s. n. m. (1896 pies) según el conjunto de datos de elevación nacional.